# Gibbula ardens
Gibbula ardens là một loài ốc biển nằm trong họ Trochidae, họ ốc đụn.

## Phân bố
Loài này thường gặp ở Địa Trung Hải.

## Hình ảnh

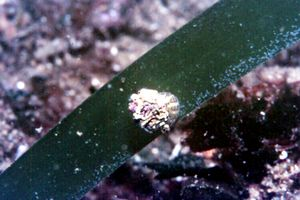